# Bananas
Pour les articles homonymes, voir Bananas (homonymie).
Pour plus de détails, voir Fiche technique et Distribution.
Bananas est un film américain réalisé par Woody Allen, sorti en 1971.
Il est largement inspiré d'un roman humoristique de Richard P. Powell sorti en 1966, Don Quixote, U.S.A. et publié en français sous le titre Don Quichotte de San Marco.

## Synopsis
Un américain, abandonné par son amie, part pour l'État fictif de San Marcos, en proie à la guerre civile. Il en deviendra président, puis retrouvera l'Amérique et son amie, toujours sous les caméras de télévision.  

## Fiche technique
- Titre : Bananas
- Réalisation : Woody Allen
- Scénario : Woody Allen & Mickey Rose
- Musique : Marvin Hamlisch
- Photographie : Andrew M. Costikyan
- Montage : Ron Kalish & Ralph Rosenblum
- Production : Jack Grossberg
- Société de production : Jack Rollins & Charles H. Joffe Productions
- Société de distribution : United Artists
- Pays :  États-Unis
- Langue : Anglais
- Format : Couleur - Mono - 35 mm - 1.85:1
- Genre : Comédie
- Durée : 82 min

## Distribution
- Woody Allen (VF : Bernard Murat) : Fielding Mellish
- Louise Lasser (VF : Arlette Thomas) : Nancy
- Carlos Montalbán (VF : Jean-Henri Chambois) : le général Emilio M. Vargas
- Jacobo Morales (VF : Roger Rudel) : Esposito
- Miguel Ángel Suárez (VF : Daniel Gall) : Luis
- David Ortiz Angleró (VF : Albert Augier) : Sanchez
- René Enríquez : Diaz
- Jack Axelrod : Arroyo
- Howard Cosell (VF : Claude Bertrand) : Lui-même
- Roger Grimsby : Lui-même
- Don Dunphy : Lui-même
- Nati Abascal : Yolanda
- Stanley Ackerman : Dr. Mellish
- Charlotte Rae : Mme Mellish
- John Braden (VF : René Bériard) : Le procureur
- Arthur Hughes (VF : Teddy Bilis) : Le juge
- Eddie Barth (VF : Pierre Garin) : Paul
- Conrad Bain (VF : Jean-Claude Balard) : Semple
- Dan Frazer (VF : Teddy Bilis) : Le prêtre
- Hy Anzell : Le patient en salle d'opération
- Sylvester Stallone : Un agresseur dans le métro

## Production

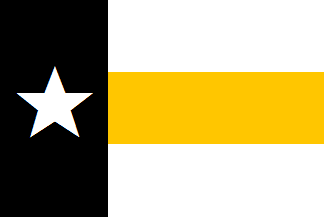
Drapeau de l'état fictif de San Marcos.

Le film a été tourné à New York, Lima et Porto Rico.

## Accueil
Bananas est lancé en France à peu près en même temps qu'un autre film satirique, W.R. : Les Mystères de l'organisme, qui lui vole quelque temps la vedette dans les médias. Delfeil de Ton montera au créneau pour défendre dans ses chroniques ce film et ce réalisateur alors peu connus[réf. nécessaire].

## Distinctions

### Nominations
- Festival du film de Taormine 1971 : Charybdis d'or pour  Woody Allen.
- Writers Guild of America Awards 1972 : Meilleure comédie pour Woody Allen et Mickey Rose.